# Erneville-aux-Bois
Erneville-aux-Bois – miejscowość i gmina we Francji, w regionie Grand Est, w departamencie Moza.
Według danych na rok 1990 gminę zamieszkiwało 200 osób, a gęstość zaludnienia wynosiła 7 osób/km² (wśród 2335 gmin Lotaryngii Erneville-aux-Bois plasuje się na 845. miejscu pod względem liczby ludności, natomiast pod względem powierzchni na miejscu 70.).